# F–7
Az F–7 vagy J–7 repülőgép a MiG–21-es gép variánsa, a Kínai Népköztársaság által épített vadászrepülő. Elsőként 1966. január 17-én repültek J–7-essel.
Az 1950-es években és az 1960-as évek elején a Szovjetunió harci technológiáit megosztotta a Kínai Népköztársasággal. Több mint 2400 épült a repülőgépből.